# Bøjden Dyssekammer
Die Bøjden Dyssekammer (auch Bøjgden Dyssekammer genannt) liegt etwa 70 m entfernt von der Steinkiste von Bøjden Salmager im Horne Land, südöstlich von Bøjden auf der dänischen Insel Fünen. Dolmen entstanden zwischen 3500 und 2800 v. Chr. als Megalithanlagen der Trichterbecherkultur (TBK).
Die rechteckige, Nord-Süd orientierte, freistehende (hügellose) Kammer des Urdolmens hat drei Tragsteine und einen nach Südwesten verschobenen Deckstein. Am Südwestrand des Decksteins befindet sich ein Schälchen. Im Süden liegen drei kleinere Felsbrocken. Die Kammer ist zum Teil mit kleinen Steinen gefüllt.